# مسرح فورد
مسرح فورد (بالإنجليزية: Ford's Theatre)‏ ، هو مسرح تاريخي في واشنطن دي سي، يستخدم في تقديم مختلف العروض من 1860 م. وكان أيضا مسرح اغتيال الرئيس الأمريكي إبراهام لنكولن أثناء عرض مسرحية «ابن عمنا الأمريكي» في 14 أبريل 1865م.